# خايمي كاستريون
خايمي كاستريون (بالإسبانية: Jaime Castrillón)‏ هو لاعب كرة قدم كولومبي في مركز الوسط، ولد في 5 أبريل 1989 في Puerto Nare ‏ في كولومبيا. شارك مع منتخب كولومبيا لكرة القدم. أما مع النوادي، فقد لعب مع أتليتيكو بوكارامانغا وأونس كالداس وإنديبندينتي ميديلين وكولورادو رابيدز.

## وصلات خارجية
- خايمي كاستريون على موقع الاتحاد الدولي (مؤرشف)  (الإنجليزية)
- خايمي كاستريون على موقع الدوري الأمريكي (الإنجليزية)
- خايمي كاستريون على موقع قاعدة بيانات كرة القدم.إي يو (الإنجليزية)
- خايمي كاستريون على موقع ناشيونال فوتبول تيمز (الإنجليزية)
- خايمي كاستريون على موقع Soccerway.com (الإنجليزية)
- خايمي كاستريون على موقع عالم كرة القدم.نت (الإنجليزية)
- خايمي كاستريون على موقع AS.com (الإسبانية)